# Neocalyptis malaysiana
Neocalyptis malaysiana es una especie de polilla del género Neocalyptis, categorizada en la tribu Archipini, de la subfamilia Tortricinae.

## Distribución
Se distribuye por Malasia.

## Taxonomía
Fue descrita por Razowski en 2005 y publicada en (Neocalyptis), Polskie Pismo Ent. 74: 142.